# Ambas
Ambas – zatoka w południowo-zachodnim Kamerunie, część systemu Zatoki Gwinejskiej. Nad zatoką powstało portowe miasto Limbém, które Alfred Saker założył w 1858 roku jako osadę Victoria dla wyzwolonych niewolników; stała się ona stolicą brytyjskiego protektoratu, oddanego Niemcom w 1887 roku.